# Donna E. Davies
Donna Elizabeth Davies (apellido de soltera: Harrison) es una bioquímica y profesora británica. Es docente de Células Respiratorias y Biología Molecular en la Universidad de Southampton. En 2003 fundó con dos de sus colegas la empresa Synairgen, que desarrolla una droga de interferones beta para los tratamientos de pacientes con asma y enfermedad pulmonar obstructiva crónica. Davies es miembro de la Academia de Ciencias Médicas.

## Primeros años y formación
Davies comenzó su carrera científica en la Universidad de Gales, donde se graduó en Bioquímica en 1975. Luego comenzó un doctorado en Bioquímica de microorganismos. En 1979 concluyó su investigación para obtener su título; estudió la enzima más abundante en la Tierra: la RuBisCO.

## Investigación y carrera
Luego de finalizar su doctorado, Davies se unió a la Universidad de Oxford como «Lawrence Fellow» de la Asociación Británica de Diabetes, donde trabajó junto a Frances Ashcroft. Allí investigó sobre la secreción de la insulina. En 1985, Davies se trasladó a la unidad médica de oncología en la Universidad de Southampton. Allí fue nombrada como académica e investigadora, promovida a reader en 2002 y a profesora en 2004. Su investigación se centraba en las enfermedades respiratorias, sobre todo en las complicaciones de la EPOC y el asma ocasionadas por los virus. Las enfermedades pulmonares afectan a una de cada siete personas en el Reino Unido y los trabajos de Davies tienen por objetivo hallar los mecanismos fundamentales de estas patologías y, con esta información, desarrollar tratamientos nuevos.
Davies descubrió que en los pacientes con asma, la barrera bronquial epitelial se ve afectada a nivel estructural y funcional. Esta barrera defectiva permitiría el paso de alérgenos a los tejidos del tracto respiratorio, que puede activar el sistema inmune y desencadenar una inflamación alérgica en los pulmones. Como resultado, enfocarse sobre esta barrera puede ofrecer oportunidades para ayudar a los asmáticos.
También ha propuesto que el hecho de que el resfriado común (Rhinovirus) puede agravar el asma se debe a un impedimento de la respuesta inmunológica de las células epiteliales. Como parte de este trabajo, diseñó tejidos in vitro que modelaran las vías respiratorias humanas, para investigar sin emplear animales. Estos modelos presentan células dendríticas y epiteliales de pacientes con y sin asma. Davies demostró que las células bronquiales de los asmáticos presentan una respuesta antiviral deficiente frente a las infecciones de rhinovirus; pero opinó que se puede corregir con el uso del inferferón beta, una proteína antiviral. En 2003 ella, junto con Stephen Holgate y Ratko Djukanovic fundaron la compañía Synairgen, que produce una droga con interferón beta (SNG001) para tratar pacientes con asma y EPOC, agravados por virus.
Su investigación probó que el trófico mesenquimal epitelial se activa en los pacientes con asma crónica, lo que contribuye a la progresión y empeoramiento del asma. En 2011, Davies fue nombrada jefa de ciencias clínicas y experimentales de la facultad de medicina.
Durante la pandemia de COVID-19, se comprobó que la droga de Synairgen SNG001 es un tratamiento potencial para la enfermedad por el nuevo coronavirus. En un estudio clínico realizado sobre cien pacientes hospitalizados con la enfermedad, aquellos que fueron tratados con el medicamento tuvieron un 80 % de probabilidad de desarrollar una forma más leve de COVID-19. A causa de las noticias del éxito de la droga, las acciones de la compañía subieron un 540 %.

## Publicaciones seleccionadas
- Glucose induces closure of single potassium channels in isolated rat pancreatic β-cells[3]

- Davies, Donna E.; Holgate, Stephen T.; Laza-Stanca, Vasile; Puddicombe, Sarah; Powell, Robert; Bucchieri, Fabio; Johnston, Sebastian L.; Wark, Peter A.B. (2005). «Asthmatic bronchial epithelial cells have a deficient innate immune response to infection with rhinovirus». Journal of Experimental Medicine (The Rockefeller University Press) 201 (6): 937-947. ISSN 1540-9538. OCLC 679072706. PMC 2213100. PMID 15781584. doi:10.1084/jem.20041901.

- Nelson, Harold S.; Davies, Donna E.; Wicks, James; Powell, Robert M.; Puddicombe, Sarah M.; Holgate, Stephen T. (2003). «Airway remodeling in asthma: New insights». Journal of Allergy and Clinical Immunology (en inglés) 111 (2): 215-225. ISSN 0091-6749. PMID 12589337. doi:10.1067/mai.2003.128.

## Reconocimientos
- En 2014, Davies fue nombrada miembro de la Academia de Ciencias Médicas.[12]